# Fake It Flowers
Fake It Flowers è l'album in studio di debutto della cantante filippina Beabadoobee, pubblicato il 16 ottobre 2020 dall'etichetta britannica indipendente Dirty Hit.
Continuando con la sonorità lo-fi che ha caratterizzato il precedente EP Space Cadet, Fake It Flower è un album in cui è prevalente la presenza della chitarra, la quale ricorda «lo slacker rock degli anni '90» e l'alternative rock. Beabadoobee ha annunciato l'uscita dell'album nella metà del mese di luglio 2020, anticipandone la pubblicazione con i singoli Care, Sorry, Worth It, How Was Your Day? e Together.

## Antefatti
All'inizio del 2020, Beabadoobee raggiunse la fama e il successo mondiale grazie a Coffee, singolo del 2017 campionato da Powfu in Death Bed, pubblicato nel 2019. La canzone ha raggiunto le prime venti posizioni in oltre ventisette Paesi, facendo guadagnare alla cantante il suo primo disco di platino negli Stati Uniti, Regno Unito, Australia e Nuova Zelanda.
Nel mezzo del successo di Death Bed, Beabadoobee ha annunciato la pubblicazione del suo primo album in studio Fake It Flowers, accompagnando l'annuncio con il primo estratto dal disco Care il 15 luglio 2020. Per Apple Music At Home Sessions, la cantante ha performato una versione acustica di Care e una cover del singolo di Daniel Johnston Walking the Cow. Il secondo estratto, Sorry, è stato annunciato all'inizio del mese di agosto, ed è stato pubblicato il 5 assieme al video musicale. Oltre a questo singolo, Beabadoobee ha rivelato anche la copertina, la data di uscita e la lista tracce del disco. Prima del terzo estratto, è stato annunciato il tour promozionale in Regno Unito e Irlanda, previsto per la fine del 2021; il terzo singolo, Worth It, è stato pubblicato l'8 settembre, seguito da How Was Your Day? il 28 dello stesso mese. Il quinto e ultimo estratto, Together, è stato pubblicato il 13 ottobre.

## Concetto
In un'intervista con la rivista britannica i-D, Beabadoobee ha detto che «Fake It Flowers è praticamente tutta la mia vita in un album», aggiungendo che ha «registrato i miei demo sul telefono, e per qualche motivo li ho salvati tutti con il nome Fake It Flowers...tra me e me ho detto "Oh, è un bel nome!". Quindi ho pensato di chiamare anche l'album così! [...] In realtà ero un po' ossessionata dai fiori, specialmente quando ho filmato il video per Care e sviluppato il lato creativo con il mio ragazzo». Il disco è stato registrato con Pete Robertson, ex-componente del gruppo musicale inglese The Vaccines, e l'ingegnere di studio irlandese Joseph Rodgers. Entrambi avevano già collaborato con la cantante, registrando il suo ultimo EP Space Cadet.

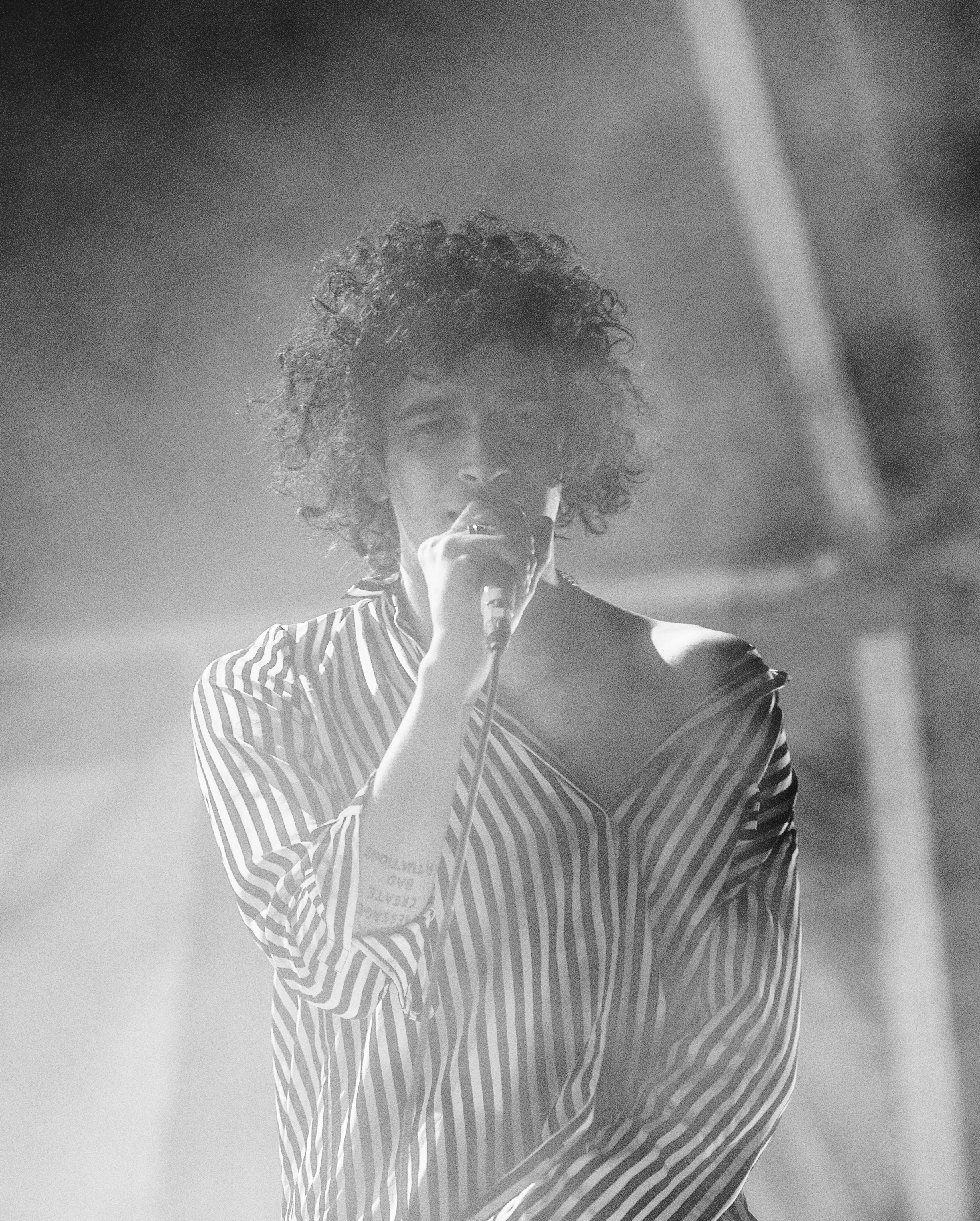
Il membro dei The 1975 Matthew Healy ha aiutato Beabadoobee nella realizzazione del disco, dandole assistenza lirica

Dal punto di vista dei testi, l'album contiene «sentimenti ed emozioni intense», oltre a quello che Will Hodgkinson del The Times ha descritto come «canzoni orecchiabili riguardo alle preoccupazioni della giovinezza». Il disco esplora le esperienze della cantante con l'autolesionismo, il trauma infantile, la relazione romantica con il suo ragazzo e l'uso della tinta per capelli «come [metodo di] potenziamento». Di tanto in tanto, Beabadoobee ha coinvolto il collega Matthew Healy, componente del gruppo rock The 1975, per dell'assistenza lirica.

## Composizione
Il disco cavalca principalmente l'onda del rock alternativo, così come quella dell'indie rock, rendendo frequente la presenza della chitarra elettrica. Molti critici hanno accostato Fake It Flowers all'«indie rock degli anni '90», che ha fortemente influenzato Beabadoobee. Un altro genere con cui è stato descritto il disco è «bubblegrunge», ovvero un misto tra bubblegum pop e grunge.
Chris DeVille di Stereogum ha scritto che «la miscela sognante di grunge, shoegaze, britpop, emo e altri sottogeneri basati sulla chitarra dell'era Clinton è costantemente intrattenente e occasionalmente trascendente». Lucy Shanker di Consequence ha scritto che secondo lei Beabadoobee «ha canalizzato gli anni '90 con delle potenti canzoni pop punk». Ryley Remedios di Exclaim! ha osservato che l'album «mira a ridurre la barriera di genere tra il garage rock degli anni '90 e il lo-fi pop». Infine, per Lizzie Manno di Paste «la maggior parte delle canzoni di Fake It Flowers è incentrata sul suono rock hi-fi».

## Tracce
Testi di Beatrice Laus.
1. Care – 3:14
2. Worth It – 3:14
3. Dye It Red – 3:09
4. Back to Mars – 1:50
5. Charlie Brown – 2:32
6. Emo Song – 3:38
7. Sorry – 3:53
8. Further Away – 3:07
9. Horen Sarrison – 5:35
10. How Was Your Day? – 4:20
11. Together – 3:20
12. Yoshimi, Forest, Magdalene – 3:24

Traccia bonus presente nell'edizione giapponese del CD
1. First Date (日本盤ボーナス・トラック)

## Formazione
Musicisti
- Beabadoobee – voce, chitarra elettrica, chitarra acustica, testi
- Pete Robertson – produzione, programmazione, tastiera, chitarra, sintetizzatore, basso, batteria, percussioni, voce, arrangiamento
- Joseph Rogers – produzione, programmazione, voce, ingegneria
- Louis Semlekan-Faith – batteria, percussioni
- Eliana Sewell – basso
- Jacob Bugden – chitarra
- Matt Calvert – chitarra
- Guy Button – violino
- Elena Abad – violino
- Will Harvey – viola
- Gavin Kibble – violoncello

Produzione
- Robin Schmidt – mastering
- Jonathan Gilmore – missaggio
- Josh Ager – assistente all'ingegneria (traccia 10)
- Callum Harrison – assistente all'ingegneria (traccia 10)